# 유대운
유대운(劉大運, 1950년 1월 10일~)은 대한민국의 정치인이다. 제19대 국회의원을 지냈다.

## 경력
- 1990년~1991년: 신민주연합당 인권국장
- 1991년: 민주당 민생노동국장
- 1991년~1995년: 제1대 도봉구의원(미아3동 선거구)
- 1995년: 제1대 강북구의원(미아3동 선거구)[2]
- 1993년~1995년: 도봉구의회 예산결산위원회 위원장
- 1995년: 강북구의회 예산결산위원회 위원장
- 1995년~2006년: 제4~6대 서울특별시의원(강북구 제4선거구)
- 2000년~2002년: 서울특별시의회 문화교육위원회 위원장
- 1998년~2000년: 서울특별시의회 부의장
- 2003년~2005년: 노무현재단 기획위원
- 2005년~2006년: 산업자원부 한국승강기안전관리원 원장
- 2006년~2007년: 민주평화통일자문회의 강북구협의회장
- 2007년~2012년: 남서울대학교 객원교수
- 2012년~2013년: 민주통합당 정책위원회 부의장
- 2012년: 민주통합당 강북구 을 지구당 수석부위원장
- 2012년: 민주통합당 강북구 을 제19대 국회의원
- 2013년~2014년: 민주당 지방자치특별위원회 부위원장

## 수상
- ‘2006 한국경영대상’ 혁신경영부문 최우수상 (한국능률협회컨설팅,KMAC)
- ‘2006년 경영혁신 베스트프랙티스’ CEO상 수상(한국산업경영시스템학회, 한국표준협회컨설팅 공동수여)
- 2006년 품질경쟁력 우수기업 선정 산업자원부장관(정세균장관)
- 2007년 한국서비스품질 우수기업 선정 산업자원부장관(김영주장관)
- 2013년 국정감사 NGO 모니터단 국정감사 우수위원
- 2014년 전국지역신문협회 의정대상 국회의원 부문
- 2014년 법률소비자연맹 대한민국 국회 헌정대상

## 가족
- 배우자: 한만분
- 자녀: 1남 1녀

## 역대 선거 결과
|  | 0% |

|  | 62.97% |

|  | 56.59% |

|  | 45.71% |

|  | 54.19% |

## 같이 보기
- 강북구 을
- 서울 강북구의 국회의원